# 赤名町
赤名町（あかなまち）は、島根県飯石郡にあった町。

## 歴史
- 1889年（明治22年）4月1日 - 町村制の施行により、飯石郡赤名町、上赤名村、下赤名村が合併して村制施行し、赤名村が発足。
- 1934年（昭和9年）8月1日 - 町制施行して赤名町が発足。
- 1953年（昭和28年）4月1日 - 邑智郡谷村と合併し、飯石郡赤名町が発足。
- 1957年（昭和32年）1月1日 - 飯石郡来島村と合併し、飯石郡赤来町を新設して消滅。

## 関連文献
- 島根県飯石郡赤名村『赤名村誌』1932年。NDLJP:1208321。